# 阿龙德河畔古尔奈
阿龙德河畔古尔奈（法語：Gournay-sur-Aronde，法語發音：[ɡuʁnɛ syʁ aʁɔ̃d]）是法国瓦兹省的一个市镇，属于贡比涅区。

## 地理
阿龙德河畔古尔奈（49°29'33"N, 2°40'27"E）面积14.71 平方千米，位于法国上法蘭西大區瓦兹省，该省份为法国北部内陆省份，北起索姆省，西接厄尔省和滨海塞纳省，南至塞纳-马恩省和瓦兹河谷省，东临埃纳省。
与阿龙德河畔古尔奈接壤的市镇（或旧市镇、城区）包括：昂特伊波尔特、屈维伊、埃梅维莱尔、拉托勒、蒙希于米耶尔、蒙马丹、穆瓦耶讷维尔、阿龙德河畔讷维、马河畔勒松。

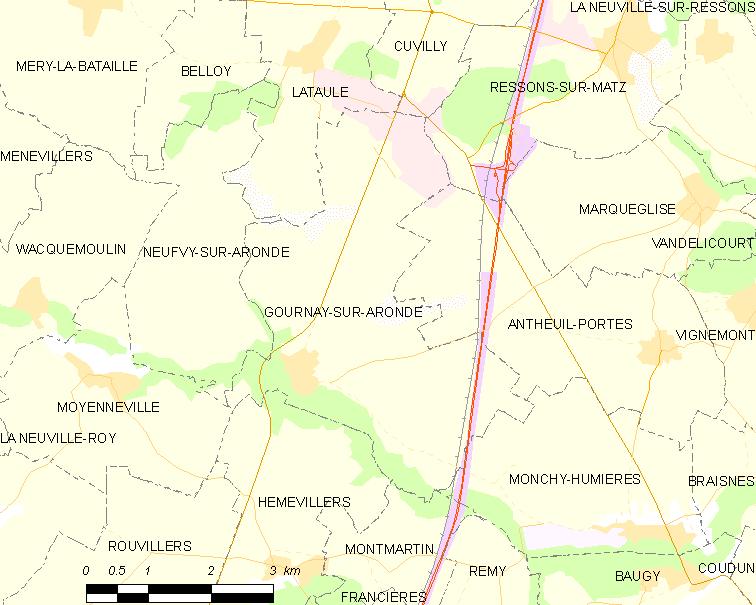
阿龙德河畔古尔奈的OSM定位图

阿龙德河畔古尔奈的时区为UTC+01:00、UTC+02:00（夏令时）。

## 行政
阿龙德河畔古尔奈的邮政编码为60190，INSEE市镇编码为60281。

## 政治
阿龙德河畔古尔奈所属的省级选区为埃斯特雷圣但尼县。

## 人口

1962-2008年间阿龙德河畔古尔奈人口变化图示

阿龙德河畔古尔奈于2022年1月1日时的人口数量为535人。